# 北克瓦爾肯海峽
北克瓦尔肯海峡（瑞典語：Norra Kvarken, Kvarken，直译：「海的喉咙」），又称为克瓦尔肯海峡，是波的尼亞灣的一個狹窄區域，把佩赖海（博滕维肯海）和塞尔凯海（博滕海）分隔開。瑞典和芬蘭兩國大陸相距80公里，但兩國海域上的離島只相距25公里。北克瓦尔肯海峡水深25米。這區域每年上升10毫米。
北克瓦尔肯海峡的芬蘭部分有一個大群島，其中大部分小島嶼都無人居住。瑞典部份的群島則比較小，島嶼的岸邊也較陡峭。這區域在歷史上也很重要，因為瑞典和芬蘭之間的海水在冬季會結冰，郵件便可通過這冰原送遞。瑞典統治芬蘭地區時，經常使用這條郵政通道。
北克瓦尔肯海峡的中間有一組島嶼，稱為瓦尔斯群岛，當中有一個36米高的燈塔，由古斯塔夫·埃菲尔工作室的亨利·勒波特設計。這燈塔（1885年建造）和艾菲爾鐵塔（1889年建造）的結構明顯相似。它現時已經改變為自動操作。

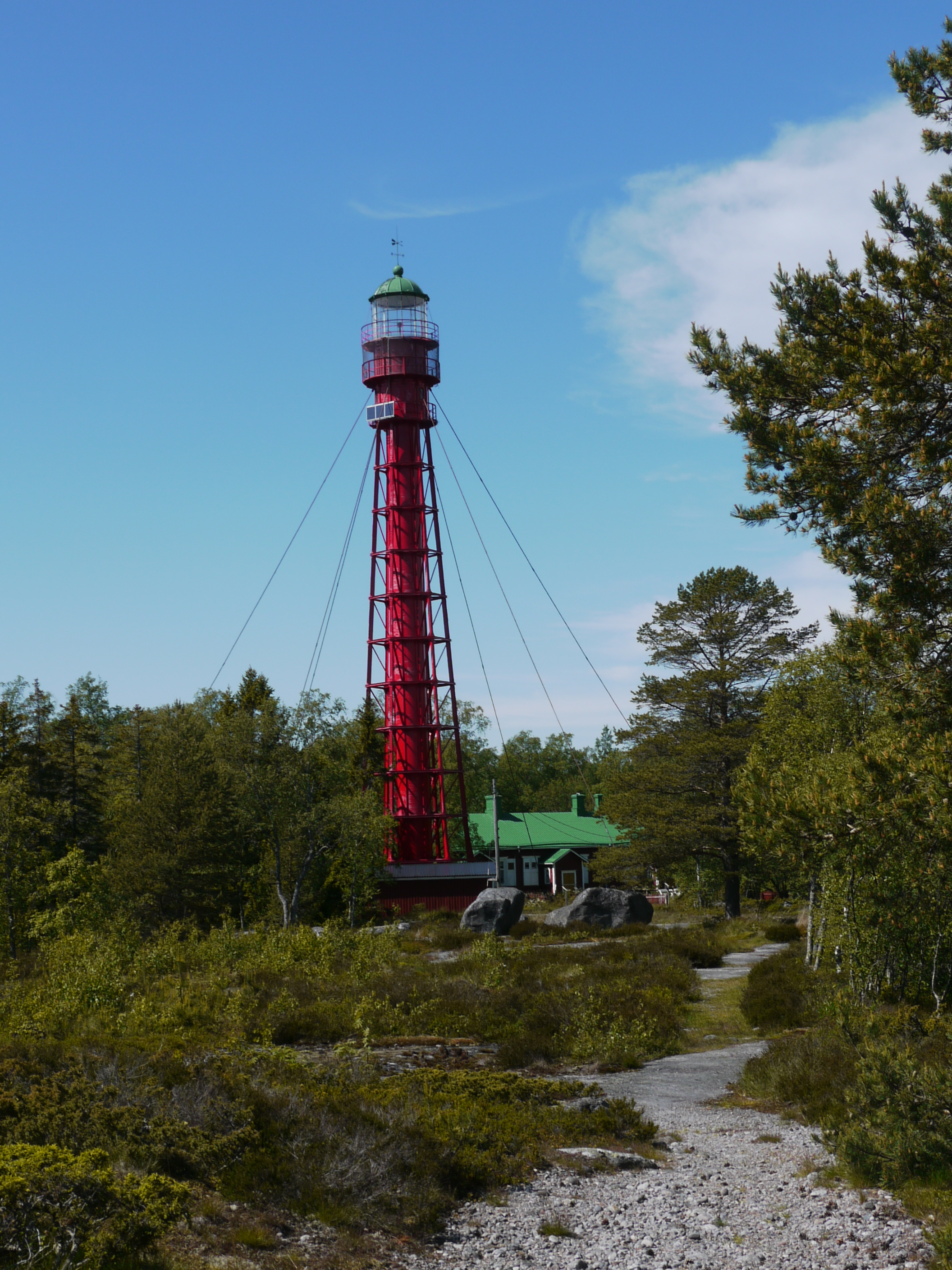
瓦尔斯群岛上的灯塔
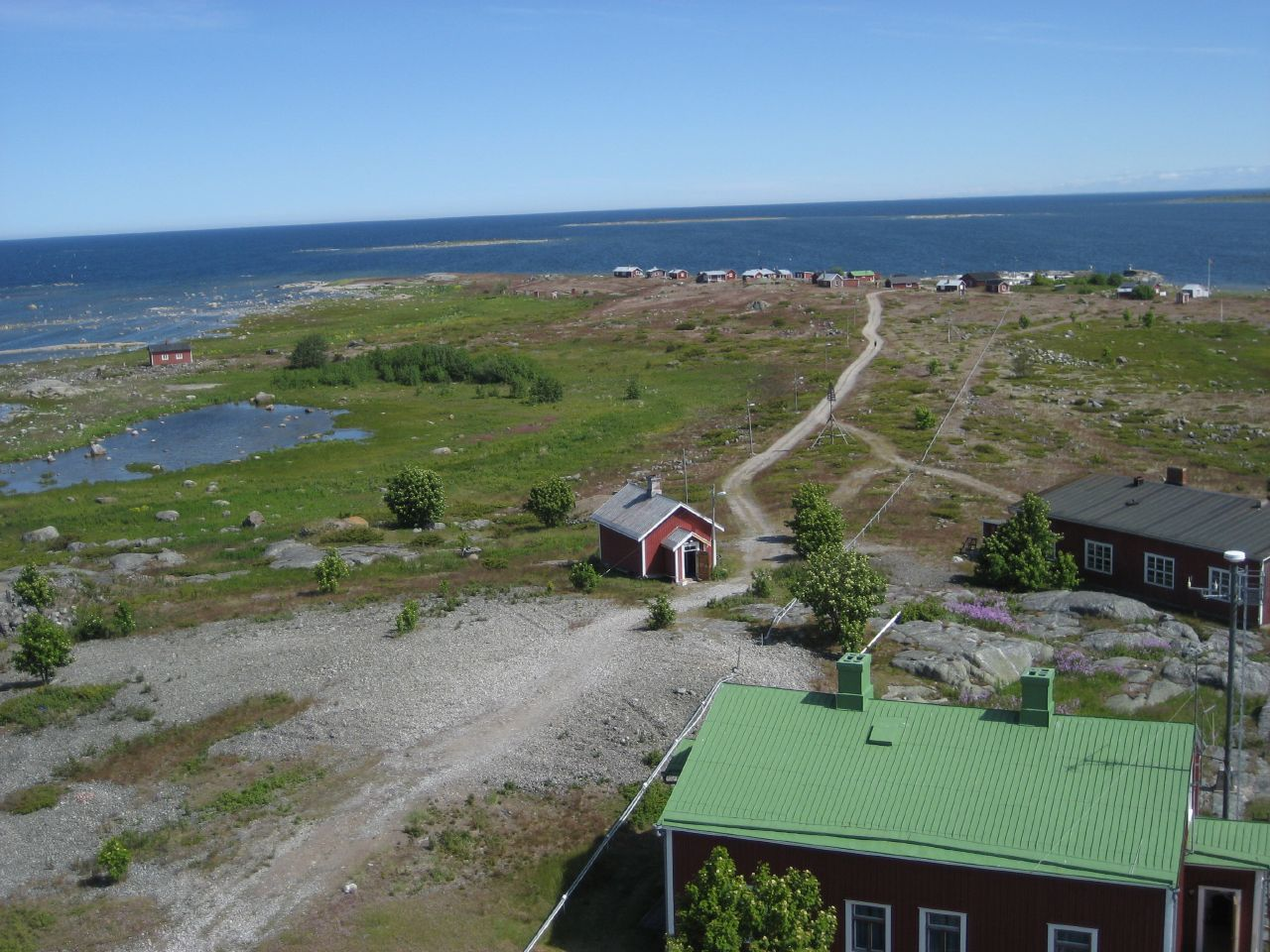
北礁灯塔的景色
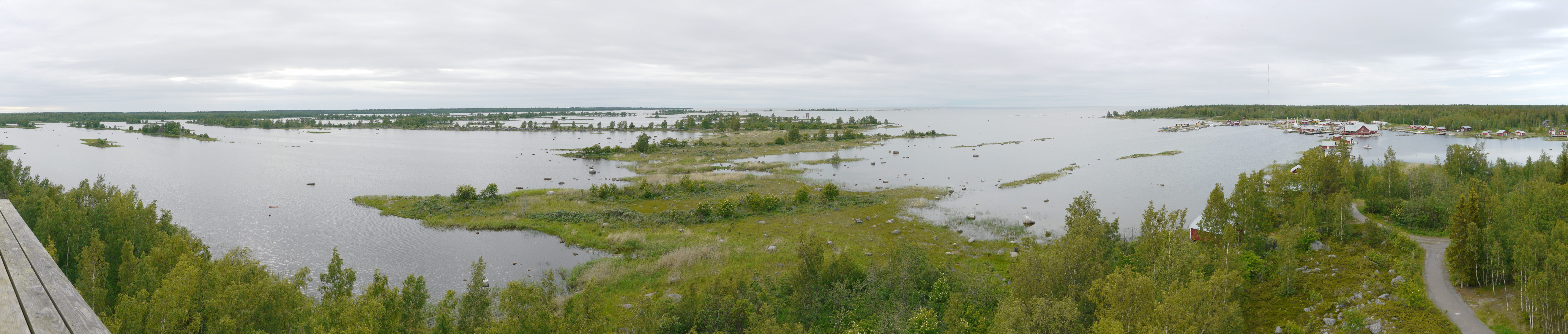
芬兰海岸的风景

## 外部連結
- 克瓦爾肯群島／高海岸（页面存档备份，存于）──聯合國教科文組織
- Welcome to the Kvarken Archipelago （页面存档备份，存于） （英文）
- The black islands rising from the sea （页面存档备份，存于） （英文）